# Dinocercus caudatus
Dinocercus caudatus är en tvåvingeart som beskrevs av Borgmeier 1971. Dinocercus caudatus ingår i släktet Dinocercus och familjen puckelflugor. Inga underarter finns listade i Catalogue of Life.